# LEGO スター・ウォーズ/リビルド・ザ・ギャラクシー
LEGO スター・ウォーズ/リビルド・ザ・ギャラクシー（Lego Star Wars: Rebuild the Galaxy）は、2024年9月13日から全世界のDisney+で配信されているWebアニメ。この作品では、スター・ウォーズシリーズといった物語にされている。

## キャラクター
シグ・グリーブリング
声 - ゲイテン・マタラッツォ（米）、阪口大助（日）
デーヴ・グリーブリング
声 - トニー・レヴォロリ（米）、松岡禎丞（日）
イェシ・スカラ
声 - マルセイ・マーティン（米）、水咲まりな（日）
ジェダイ・ボブ
声 - ボビー・モイニハン（米）、魚建（日）
C-3PO
声 - アンソニー・ダニエルズ（米）、岩崎ひろし（日）
ダース・ナブス
声 - ディー・ブラッドリー・ベイカー（米）
アクバー・トルーパー
声 - トレバー・デュバル（米）、後藤光祐（日）
スカラ
声 - ケビン・マイケル・リチャードソン（米）、伊原正明（日）
パルパティーン
声 - トレバー・デュバル（米）、浦山迅（日）
ジャバ・ザ・ハット
声 - ケビン・マイケル・リチャードソン（米）
Xウィング・パイロット
声 - マシュー・ウッド（米）、前田雄（日）
レイア・オーガナ
声 - シェルビー・ヤング（米）、高島雅羅（日）
サーヴォ
声 - マイケル・キューザック（米）、前田雄（日）
ダース・レイ
声 - ヘレン・サドラー（米）、永宝千晶（日）
モール
声 - サム・ウィットワー（米）、山路和弘（日）
ジャナ
声 - ナオミ・アッキー（米）、平野夏那子（日）
ダース・ローズ
声 - ケリー・マリー・トラン（米）、冠野智美（日）
グリード
声 - ジェイク・グリーン（米）
ダース・キット・フィストー
声 - フィル・ラマール（米）、速水奨（日）
ハン・ソロ
声 - ロス・マーカンド（米）、磯部勉（日）
ヨーダ
声 - ピョートル・マイケル（米）、多田野曜平（日）
グリーヴァス
声 - マシュー・ウッド（米）、後藤光祐（日）
ジェダイ・ベイダー
声 - マット・スローン（米）、土師孝也（日）
ランドロリアン
声 - ビリー・ディー・ウィリアムズ（米）、若本規夫（日）
モン・モスマ
声 - ジェニファー・ヘイル（米）、さとうあい（日）
メイス・ウィンドゥ
声 - テレンス・C・カーソン（米）、安元洋貴（日）
ルーク・スカイウォーカー
声 - マーク・ハミル（米）、島田敏（日）
ダース・ジャー・ジャー
声 - アーメド・ベスト（米）、三ツ矢雄二（日）

## スタッフ
- 監督 - クリス・バックリー
- 製作総指揮 - ダン・ヘルナンデス、ベンジー・サミット、ジェームズ・ウォー、ジョシュ・ライムズ、ジャッキー・ロペス、ジル・ウィルファート、ジェイソン・コスラー、キース・マローン
- 原案 - ジョージ・ルーカス
- 脚本 - ダン・ヘルナンデス、ベンジー・サミット
- 音楽 - マイケル・クレイマー
- テーマ音楽 - ジョン・ウィリアムズ
- 制作 - レゴ・グループ、ルーカスフィルム、アトミック・カートゥーンズ